# 5a etapa del Tour de França de 2020
La 5a etapa del Tour de França 2020 es va disputar el dimecres 2 de setembre de 2020, entre les localitats de Gap i Privàs, sobre una distància de 183 quilòmetres.

## Recorregut
El perfil d'aquesta etapa era relativament pla, amb només dues ascensions a l'últim terç del recorregut: el coll de Serre Colon (4,1 km al 3,7 %) i la côte de Saint-Vincent-de-Barrès (2,7 km al 4,2 %). Els darrers quilòmetres fins a l'arribada a Privàs, plens de falses pujades, són propicis per als esprinters més forts.

## Desenvolupament de l'etapa
Als 4 quilòmetres de l'inici de l'etapa Kasper Asgreen intenta l'escapada i Thomas De Gendt li surt a roda. Veient que De Gendt no li dona cap relleu, Asgreen baixa el ritme i poc després son neutralitzats pel gran grup. Un cop atrapats els dos escapats, no es produiria cap intent més d'escapada. Durant la jornada, les classificacions secundàries amenitzarien inicialment una mica l'etapa. A l'esprint intermedi, situat al L'Espina (km 48), s'imposta el campió irlandès Sam Bennett, per davant del seu company Michael Mørkøv i de l'australià Caleb Ewan. Pel que fa al mallot blanc a punts, Benoît Cosnefroy s'imposa a les dues ascensions del dia amb el permís del gran grup, fet que li permet ampliar la seva avantatge al capdavant de la classificació de la muntanya. A 9 quilòmetres de la línia d'arribada l'esforç del l'equip Ineos provoca un tall que deixa enrere part del gran grup. Entre els corredors que veuen tallats es troben Thibaut Pinot i Bauke Mollema, tot i que finalment aconsegueixen recuperar-se i tornar a contactar amb el grup capdavanter. L'intent de Michael Schär sota la bandera dels dos darrers quilòmetres, de guanyar l'etapa es ràpidament neutralitzat i l'etapa finalitza amb un altre esprint massiu, en el qual s'imposà Wout Van Aert per davant de Cees Bol i del campió irlandès Sam Bennett, que s'emportà la mallot verd de Peter Sagan.
Julian Alaphilippe va rebre una de 20 segons pel fet de rebre un bidó en els últims 20 quilòmetres, fet que estava prohibit. Amb aquesta sanció va retrocedir fins a la 16ena posició, perdent el liderat de la classificació general en favor d'Adam Yates. Primož Roglič i el mallot blanc Tadej Pogačar completaren les 3 primeres posicions a 3 i 7 segons del nou lider.

## Resultats de l'etapa

### Classificació de l'etapa[4]
| \| Classificació de l'etapa \| Classificació de l'etapa \| Classificació de l'etapa \| Classificació de l'etapa \| Classificació de l'etapa \| \| Corredor \| Corredor \| Equip \| Temps \| \| \| ------------------------ \| ------------------------ \| -------------------------------- \| ------------------------ \| ------------------------ \| \| 1r \| Wout van Aert \| Jumbo-Visma \| 4h 21' 22" \| \| \| 2n \| Cees Bol \| Team Sunweb \| + 0" \| \| \| 3r \| Sam Bennett \| Deceuninck-Quick Step \| + 0" \| \| \| 4t \| Peter Sagan \| Bora-Hansgrohe \| + 0" \| \| \| 5è \| Jasper Stuyven \| Trek-Segafredo \| + 0" \| \| \| 6è \| Luka Mezgec \| Mitchelton-Scott \| + 0" \| \| \| 7è \| Bryan Coquard \| B&B Hotels-Vital Concept p/b KTM \| + 0" \| \| \| 8è \| Caleb Ewan \| Lotto-Soudal \| + 0" \| \| \| 9è \| Clément Venturini \| AG2R La Mondiale \| + 0" \| \| \| 10è \| Hugo Hofstetter \| Israel Start-Up Nation \| + 0" \| \| |                   |                                  |            |
| |                   |                                  |            |
| Font: ProCyclingStats |                   |                                  |            |
| Classificació de l'etapa |                   |                                  |            |
| Corredor | Corredor          | Equip                            | Temps      |
| 1r | Wout van Aert     | Jumbo-Visma                      | 4h 21' 22" |
| 2n | Cees Bol          | Team Sunweb                      | + 0"       |
| 3r | Sam Bennett       | Deceuninck-Quick Step            | + 0"       |
| 4t | Peter Sagan       | Bora-Hansgrohe                   | + 0"       |
| 5è | Jasper Stuyven    | Trek-Segafredo                   | + 0"       |
| 6è | Luka Mezgec       | Mitchelton-Scott                 | + 0"       |
| 7è | Bryan Coquard     | B&B Hotels-Vital Concept p/b KTM | + 0"       |
| 8è | Caleb Ewan        | Lotto-Soudal                     | + 0"       |
| 9è | Clément Venturini | AG2R La Mondiale                 | + 0"       |
| 10è | Hugo Hofstetter   | Israel Start-Up Nation           | + 0"       |

### Punts obtinguts
|    | Ciclista           | Pais       | Equip                            | Segons |
| -- | ------------------ | ---------- | -------------------------------- | ------ |
| 1  | Sam Bennett        | Irlanda    | Deceuninck-Quick Step            | 20     |
| 2  | Michael Mørkøv     | Dinamarca  | Deceuninck-Quick Step            | 17     |
| 3  | Caleb Ewan         | Austràlia  | Lotto-Soudal                     | 15     |
| 4  | Peter Sagan        | Eslovàquia | Bora-Hansgrohe                   | 13     |
| 5  | Bryan Coquard      | França     | B&B Hotels-Vital Concept p/b KTM | 11     |
| 6  | Alexander Kristoff | Noruega    | UAE Team Emirates                | 10     |
| 7  | Matteo Trentin     | Itàlia     | CCC                              | 9      |
| 8  | Niccolò Bonifazio  | Itàlia     | Total Direct Énergie             | 8      |
| 9  | Daniel Oss         | Itàlia     | Bora-Hansgrohe                   | 7      |
| 10 | Elia Viviani       | Itàlia     | Cofidis                          | 6      |
| 11 | Christophe Laporte | França     | Cofidis                          | 5      |
| 12 | Giacomo Nizzolo    | Itàlia     | NTT Pro Cycling                  | 4      |
| 13 | Nélson Oliveira    | Portugal   | Movistar                         | 3      |
| 14 | Cyril Barthe       | França     | B&B Hotels-Vital Concept p/b KTM | 2      |
| 15 | Roger Kluge        | Alemanya   | Lotto-Soudal                     | 1      |

|    | Ciclista           | Pais          | Equip                            | Segons |
| -- | ------------------ | ------------- | -------------------------------- | ------ |
| 1  | Wout Van Aert      | Bèlgica       | Team Jumbo-Visma                 | 50     |
| 2  | Cees Bol           | Països Baixos | Team Sunweb                      | 30     |
| 3  | Sam Bennett        | Irlanda       | Deceuninck-Quick Step            | 20     |
| 4  | Peter Sagan        | Eslovàquia    | Bora-Hansgrohe                   | 18     |
| 5  | Jasper Stuyven     | Bèlgica       | Trek-Segafredo                   | 16     |
| 6  | Luka Mezgec        | Eslovènia     | Mitchelton-Scott                 | 14     |
| 7  | Bryan Coquard      | França        | B&B Hotels-Vital Concept p/b KTM | 12     |
| 8  | Caleb Ewan         | Austràlia     | Lotto-Soudal                     | 10     |
| 9  | Clément Venturini  | França        | AG2R La Mondiale                 | 8      |
| 10 | Hugo Hofstetter    | França        | Israel Start-Up Nation           | 7      |
| 11 | Giacomo Nizzolo    | Itàlia        | NTT Pro Cycling                  | 6      |
| 12 | Christophe Laporte | França        | Cofidis                          | 5      |
| 13 | Casper Pedersen    | Dinamarca     | Team Sunweb                      | 4      |
| 14 | Alexander Kristoff | Noruega       | UAE Team Emirates                | 3      |
| 15 | Hugo Houle         | Canadà        | Astana Pro Team                  | 2      |

### Bonificacions
|   | Ciclista      | Pais          | Equip                 | Segons |
| - | ------------- | ------------- | --------------------- | ------ |
| 1 | Wout Van Aert | Bèlgica       | Team Jumbo-Visma      | 10     |
| 2 | Cees Bol      | Països Baixos | Team Sunweb           | 6      |
| 3 | Sam Bennett   | Irlanda       | Deceuninck-Quick Step | 4      |

### Ports puntuables
|   | Ciclista         | País   | Equip            | Punts |
| - | ---------------- | ------ | ---------------- | ----- |
| 1 | Benoît Cosnefroy | França | AG2R La Mondiale | 1     |

|   | Ciclista         | País   | Equip            | Punts |
| - | ---------------- | ------ | ---------------- | ----- |
| 1 | Benoît Cosnefroy | França | AG2R La Mondiale | 1     |

### Premi de la combativitat
- Wout Poels (Bahrain-McLaren)

## Classificacions al final de l'etapa

### Classificació general[4]
| \| Classificació general \| Classificació general \| Classificació general \| Classificació general \| Classificació general \| \| Corredor \| Corredor \| Equip \| Temps \| \| \| --------------------- \| ------------------------- \| --------------------- \| --------------------- \| --------------------- \| \| 1r \| Adam Yates \| Mitchelton-Scott \| 22h 28' 30" \| \| \| 2n \| Primož Roglič \| Jumbo-Visma \| + 3" \| \| \| 3r \| Tadej Pogačar \| UAE Team Emirates \| + 7" \| \| \| 4t \| Guillaume Martin \| Cofidis \| + 9" \| \| \| 5è \| Egan Bernal Gómez \| Ineos Grenadiers \| + 13" \| \| \| 6è \| Tom Dumoulin \| Jumbo-Visma \| + 13" \| \| \| 7è \| Nairo Quintana Rojas \| Arkéa-Samsic \| + 13" \| \| \| 8è \| Esteban Chaves Rubio \| Mitchelton-Scott \| + 13" \| \| \| 9è \| Miguel Ángel López Moreno \| Astana \| + 13" \| \| \| 10è \| Romain Bardet \| AG2R La Mondiale \| + 13" \| \| |                           |                   |             |
| |                           |                   |             |
| Font: ProCyclingStats |                           |                   |             |
| Classificació general |                           |                   |             |
| Corredor | Corredor                  | Equip             | Temps       |
| 1r | Adam Yates                | Mitchelton-Scott  | 22h 28' 30" |
| 2n | Primož Roglič             | Jumbo-Visma       | + 3"        |
| 3r | Tadej Pogačar             | UAE Team Emirates | + 7"        |
| 4t | Guillaume Martin          | Cofidis           | + 9"        |
| 5è | Egan Bernal Gómez         | Ineos Grenadiers  | + 13"       |
| 6è | Tom Dumoulin              | Jumbo-Visma       | + 13"       |
| 7è | Nairo Quintana Rojas      | Arkéa-Samsic      | + 13"       |
| 8è | Esteban Chaves Rubio      | Mitchelton-Scott  | + 13"       |
| 9è | Miguel Ángel López Moreno | Astana            | + 13"       |
| 10è | Romain Bardet             | AG2R La Mondiale  | + 13"       |

### Classificació per punts
| Classificació per punts | Classificació per punts | Classificació per punts          | Classificació per punts | Classificació per punts |
| Corredor                | Corredor                | Equip                            | Punts                   |                         |
| ----------------------- | ----------------------- | -------------------------------- | ----------------------- | ----------------------- |
| 1r                      | Sam Bennett             | Deceuninck-Quick Step            | 123 pts                 |                         |
| 2n                      | Peter Sagan             | Bora-Hansgrohe                   | 114 pts                 |                         |
| 3r                      | Alexander Kristoff      | UAE Team Emirates                | 93 pts                  |                         |
| 4t                      | Caleb Ewan              | Lotto-Soudal                     | 75 pts                  |                         |
| 5è                      | Matteo Trentin          | CCC Team                         | 70 pts                  |                         |
| 6è                      | Bryan Coquard           | B&B Hotels-Vital Concept p/b KTM | 66 pts                  |                         |
| 7è                      | Cees Bol                | Team Sunweb                      | 62 pts                  |                         |
| 8è                      | Giacomo Nizzolo         | NTT Pro Cycling                  | 61 pts                  |                         |
| 9è                      | Wout van Aert           | Jumbo-Visma                      | 50 pts                  |                         |
| 10è                     | Julian Alaphilippe      | Deceuninck-Quick Step            | 47 pts                  |                         |

### Classificació de la muntanya
| Classificació de la muntanya | Classificació de la muntanya | Classificació de la muntanya     | Classificació de la muntanya | Classificació de la muntanya |
| Corredor                     | Corredor                     | Equip                            | Punts                        |                              |
| ---------------------------- | ---------------------------- | -------------------------------- | ---------------------------- | ---------------------------- |
| 1r                           | Benoît Cosnefroy             | AG2R La Mondiale                 | 23 pts                       |                              |
| 2n                           | Michael Gogl                 | NTT Pro Cycling                  | 12 pts                       |                              |
| 3r                           | Primož Roglič                | Jumbo-Visma                      | 10 pts                       |                              |
| 4t                           | Tadej Pogačar                | UAE Team Emirates                | 8 pts                        |                              |
| 5è                           | Quentin Pacher               | B&B Hotels-Vital Concept p/b KTM | 6 pts                        |                              |
| 6è                           | Kasper Asgreen               | Deceuninck-Quick Step            | 6 pts                        |                              |
| 7è                           | Toms Skujiņš                 | Trek-Segafredo                   | 6 pts                        |                              |
| 8è                           | Guillaume Martin             | Cofidis                          | 6 pts                        |                              |
| 9è                           | Nicolas Roche                | Team Sunweb                      | 5 pts                        |                              |
| 10è                          | Nairo Quintana Rojas         | Arkéa-Samsic                     | 4 pts                        |                              |

### Classificació del millor jove
| Classificació del millor jove | Classificació del millor jove | Classificació del millor jove | Classificació del millor jove | Classificació del millor jove |
| Corredor                      | Corredor                      | Equip                         | Temps                         |                               |
| ----------------------------- | ----------------------------- | ----------------------------- | ----------------------------- | ----------------------------- |
| 1r                            | Tadej Pogačar                 | UAE Team Emirates             | 22h 28' 37"                   |                               |
| 2n                            | Egan Bernal Gómez             | Ineos Grenadiers              | + 6"                          |                               |
| 3r                            | Enric Mas Nicolau             | Movistar Team                 | + 15"                         |                               |
| 4t                            | Sergio Higuita García         | EF Pro Cycling                | + 34"                         |                               |
| 5è                            | Marc Hirschi                  | Team Sunweb                   | + 4' 03"                      |                               |
| 6è                            | Daniel Martínez Poveda        | EF Pro Cycling                | + 4' 10"                      |                               |
| 7è                            | Harold Tejada                 | Astana                        | + 14' 55"                     |                               |
| 8è                            | Niklas Eg                     | Trek-Segafredo                | + 16' 57"                     |                               |
| 9è                            | Lennard Kämna                 | Bora-Hansgrohe                | + 19' 12"                     |                               |
| 10è                           | Neilson Powless               | EF Pro Cycling                | + 22' 45"                     |                               |

### Classificació per equips
| Classificació per equips | Classificació per equips | Classificació per equips | Classificació per equips |
| Equip                    | Equip                    | Temps                    |                          |
| ------------------------ | ------------------------ | ------------------------ | ------------------------ |
| 1r                       | EF Pro Cycling           | 67h 26' 52"              |                          |
| 2n                       | Trek-Segafredo           | + 32"                    |                          |
| 3r                       | Jumbo-Visma              | + 40"                    |                          |
| 4t                       | Bahrain McLaren          | + 1' 51"                 |                          |
| 5è                       | Movistar Team            | + 2' 14"                 |                          |
| 6è                       | UAE Team Emirates        | + 3' 38"                 |                          |
| 7è                       | Astana                   | + 3' 47"                 |                          |
| 8è                       | Groupama-FDJ             | + 4' 52"                 |                          |
| 9è                       | Ineos Grenadiers         | + 5' 47"                 |                          |
| 10è                      | AG2R La Mondiale         | + 6' 15"                 |                          |

## Abandons
- Sense cap abandó.